# Indústria farmacèutica

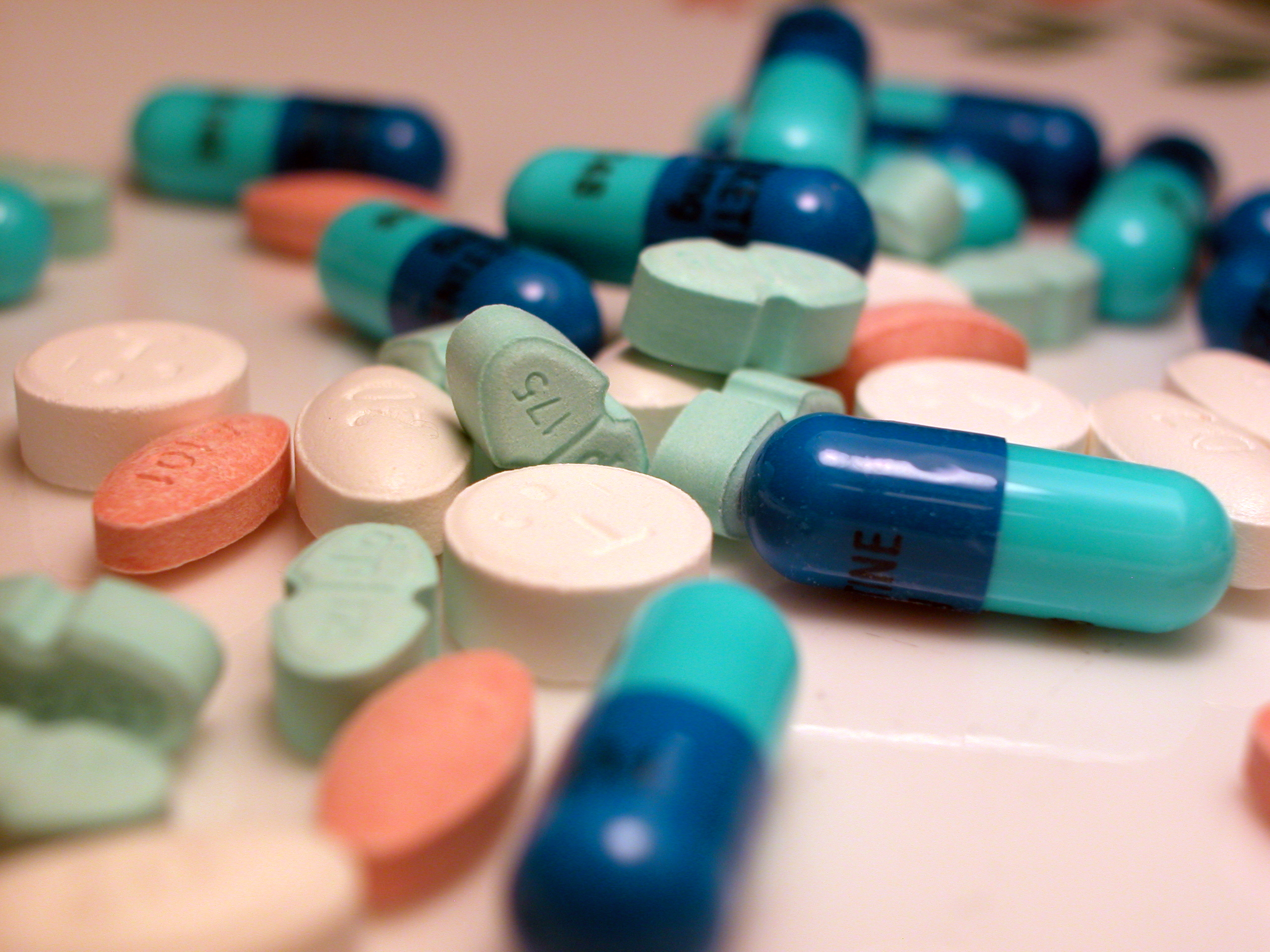
Fàrmacs dosificats, comprimits i càpsules.

La indústria farmacèutica és el sector dedicat al desenvolupament, la fabricació i la preparació de productes químics utilitzats per prevenir o tractar malalties. Algunes empreses del sector fabriquen productes químics farmacèutics a granel (producció primària) i totes els preparen per a l'ús mèdic mitjançant mètodes coneguts col·lectivament com a producció secundària. Els processos de producció secundària, altament automatitzats, inclouen la fabricació de fàrmacs dosificats, com ara comprimits, càpsules o sobres per a l'administració oral, solucions injecctables, òvuls i supositoris.
Els preparats tenen diferents formes farmacèutiques i poden ser xuclats (caramels), ingerits per via oral (xarops), administrats en forma d'inhalacions amb aerosols dosificats, de gotes pel nas, les orelles o els ulls i aplicats a la pell en forma de cremes, pomades i locions. Algunes empreses també fabriquen anestèsics i mitjans de contrast utilitzats per visualitzar estructures corporals mitjançant rajos X o ressonància magnètica nuclear (RMN).

## Producció farmacèutica
Moltes companyies farmacèutiques realitzen tasques de recerca i desenvolupament i innovació (R+D+i) per tal de produir nous tractaments més eficaços. En alguns països, cada etapa de les proves de nous fàrmacs amb animals domèstics (de granja o de laboratori) o éssers humans ha de ser autoritzada pels organismes reguladors. Si es produeix l'aprovació final, es concedeix l'autorització per utilitzar-los en determinades condicions. En altres països es pot obtenir el permís per distribuir un fàrmac presentant l'autorització del país d'origen.
Una gran part de la producció de la indústria farmacèutica correspon a les vacunes. La majoria de vacunes són injectables, però algunes s'administren per via oral, en particular la vacuna de Sabin contra la poliomielitis, desenvolupada a mitjans de la dècada del 1950. Les vacunes protegeixen l'organisme mitjançant l'administració d'un agent infecciós debilitat, cosa que l'ajuda a crear nous anticossos (immunització activa a llarg termini) o proporcionant-li anticossos actius (immunitat passiva, una solució provisional).
La majoria de països concedeixen patents pels medicaments o fàrmacs acabats de desenvolupar o modificar, per períodes d'uns quinze anys a partir de la data d'autorització. Les companyies assignen una marca registrada a les seves innovacions, que passen a ser la seva propietat exclusiva. A més, els nous medicaments reben un nom genèric oficial de propietat pública. Una vegada ha expirat la patent, qualsevol empresa que compleixi les normes de l'organisme regulador pot fabricar i vendre productes amb el nom genèric.

## Història

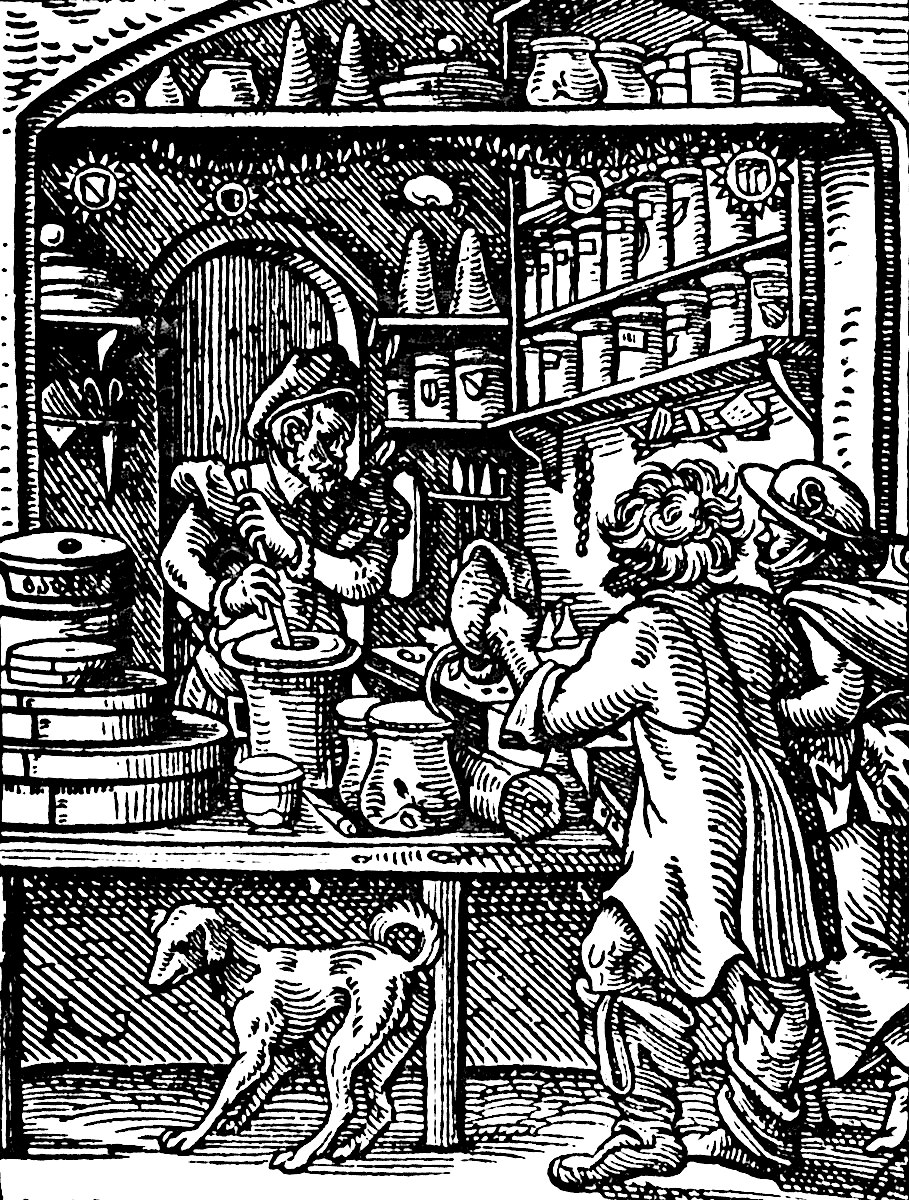
Gravat alemany d'una farmàcia (1568).

La indústria farmacèutica sorgí a partir d'una sèrie d'activitats diverses relacionades amb l'obtenció de substàncies utilitzades en medicina. A principis del segle xix, els apotecaris, químics o propietaris d'herbolaris obtenien parts seques de diverses plantes, recollides localment o en altres continents. Compraven plantes als especiers, que fonamentalment importaven espècies, però com a negoci secundari també comerciaven amb productes utilitzats amb fins medicinals, entre ells l'opi de Pèrsia o la ipecacuana i la corfa de quina de Sud-amèrica. Els productes químics senzills i els minerals eren adquirits a comerciants d'olis, gomes i confitats.
Els apotecaris i químics fabricaven diversos preparats amb aquestes substàncies, com ara extractes, tintures, mescles, locions, pomades o píndoles. Alguns professionals confeccionaven major quantitat de preparats de la que necessitaven pel seu propi ús i els venien a granel als seus col·legues.
Alguns medicaments, com els preparats a partir de la quina, de la belladona, de la digital, del sègol banyut (Claviceps purpurea) o de l'opi (làtex sec del cascall Papaver somniferum), eren realment útils, però la seva activitat presentava variacions considerables. El 1820, el químic francès Pierre Joseph Pelletier preparà l'alcaloide actiu de la corfa de quina i l'anomenà quinina, Després d'aquest èxit, aïllà diversos alcaloides més, entre ells l'atropina (obtinguda de la belladona) o l'estricnina (obtinguda de la nou vòmica).
El seu treball i el d'altres investigadors feu possible la normalització de diversos medicaments i l'extracció comercial dels seus principis actius. Una de les primeres empreses a extreure alcaloides purs en quantitats comercials fou la farmàcia de T.H. Smith Ltd. a Edimburg (Escòcia). Els detalls de les proves químiques s'estengueren ràpidament a les farmacopees, cosa que obligà els fabricants a establir els seus propis laboratoris.

### Primers medicaments sintètics

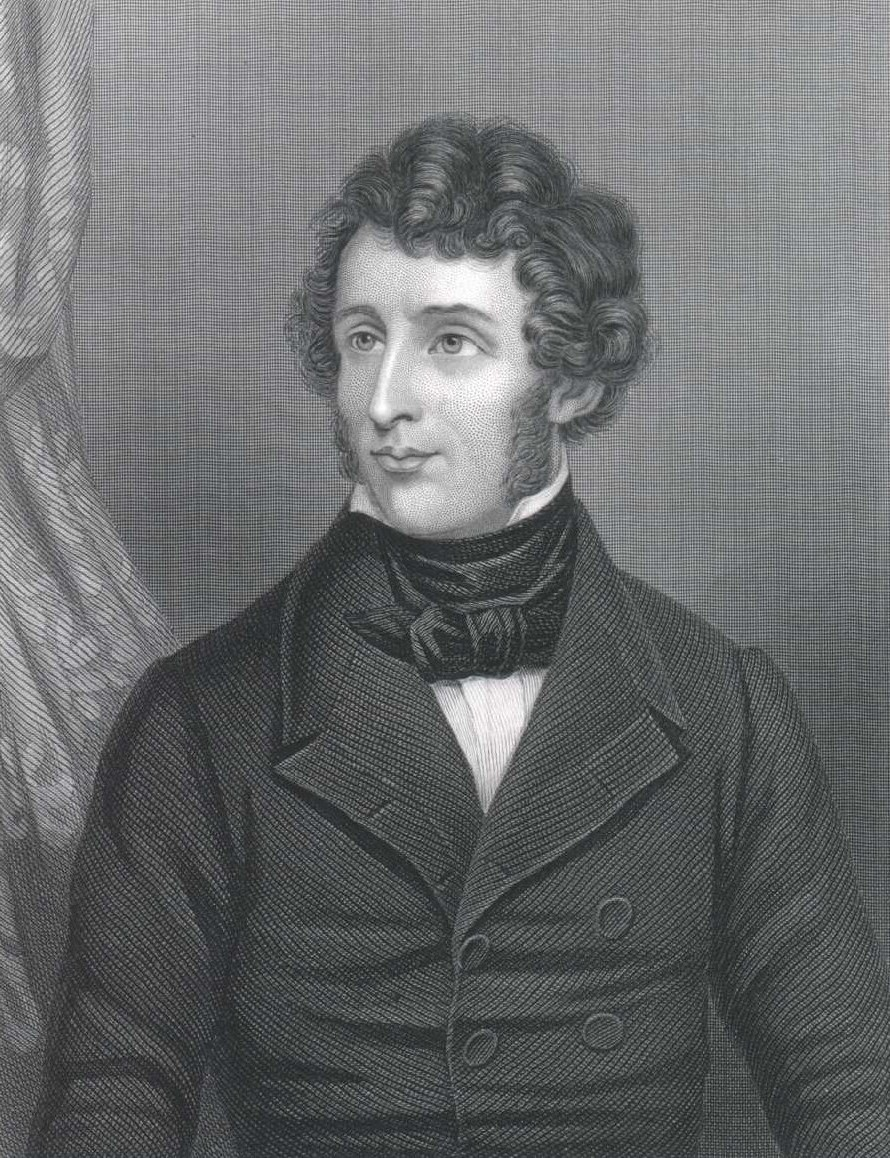
Friedrich Wöhler, descobridor de la síntesi de la urea

Els productes químics extrets de plantes o animals es coneixien com a orgànics, en contraposició als compostos inorgànics derivats d'altres fonts. El nom dels primers és degut al fet que es creia que només podien ser produïts per organismes vius. Tanmateix, el 1828 el químic alemany Friedrich Wöhler escalfà un compost inorgànic, el cianat d'amoni, i aconseguí produir urea, que anteriorment només s'havia aconseguit aïllar a partir de l'orina.
Aquesta síntesi revolucionària feu que s'intentessin sintetitzar altres compostos orgànics. El descobriment accidental el 1856 del primer colorant sintètic, la malva, fou molt important per la futura indústria farmacèutica. Aquest descobriment del jove estudiant britànic de química William Henry Perkin incità diversos fabricants d'Alemanya i Suïssa a desenvolupar nous colors sintètics, ampliant els coneixements sobre la nova química.

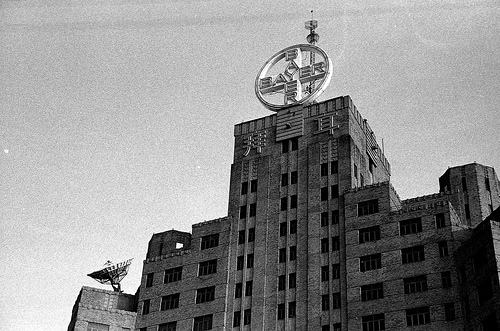
Bayer, empresa descobridora de l'àcid acetilsalicílic.

Els colorants o tints sintètics tingueren un impacte enorme sobre els avenços mèdics, augmentant considerablement la gamma de productes biològics de tenyiment, amb la qual cosa acceleraren el progrés de la bacteriologia i la histologia. La recerca de nous colors estimulà l'estudi de la química orgànica, cosa que al seu torn fomentà la investigació de nous medicaments.
El primer fàrmac sintètic fou l'acetofenidina, comercialitzada el 1885 com a analgèsic per l'empresa Bayer de Leverkusen (Alemanya) sota la marca "Phenacetin". Les investigacions derivades posteriorment per trobar medicaments amb propietats antipirèques i analgèsiques desenvoluparen el paracetamol, el 1893. El segon fàrmac sintètic important, comercialitzat el 1897, fou l'àcid acetilsalicílic, creat pel doctor Felix Hoffmann als laboratoris d'investigació de Bayer. Aquest fàrmac es vengué arreu del món amb el nom comercial d'aspirina, propietat de Bayer, i supongué un tractament nou i eficaç pels dolors reumàtics. A partir d'aquests primers començaments, Bayer cresqué fins a convertir-se en la gegantina empresa IG Farbenindustrie.

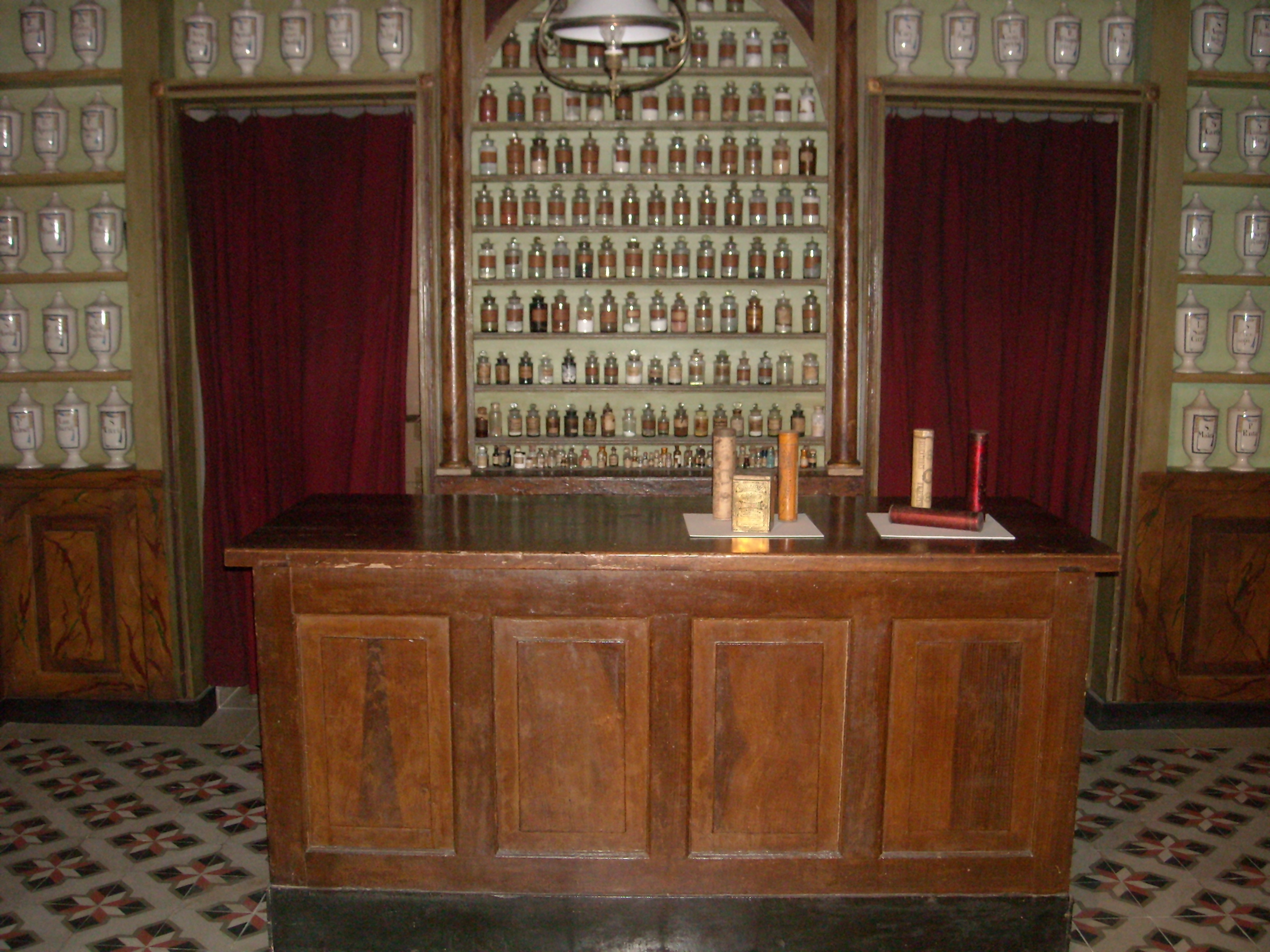
Antiga farmàcia Balvey a Cardedeu.

La indústria farmacèutica catalana s'originà als voltants de Barcelona a la segona meitat del segle xix. quan s'ampliaren les rebotigues de moltes farmàcies importants, entre elles les dels doctors Salvador Andreu i Grau i Uriach, que transformaren en autèntics laboratoris i on s'instal·laren farmacèutics d'altres comarques.

### Primers fàrmacs antiinfecciosos
El primer fàrmac a curar una malaltia infecciosa que causava una gran mortalitat fou la "bala màgica" del bacteriòleg alemany Paul Ehrlich. Convençut que l'arsènic era clau per curar la sífilis Ehrlich sintetitzà centenars de compostos orgànics de l'arsènic. Més tard injectà aquests compostos en ratolins prèviament infectats amb l'organisme causant de la malaltia, Treponema pallidum. Alguns dels 605 compostos provats es revelaren prometedors, però encara morien massa ratolins. El 1910 fabricà i provà el compost número 606, l'arsfenamina, que restablia plenament els ratolins infectats.
Ehrlich s'enfrontà llavors al problema de fabricar el seu compost en grans quantitats i preparat de forma adequada per la seva injecció, així com per la seva distribució. Cercà l'ajut de l'empresa química Hoechst AG, de Frankfurt (Alemanya). L'empresa comercialitzà la substància en ampul·les de vidre amb una dosi única d'arsfenamina en pols, que s'havia de dissoldre en aigua esterilitzada abans de ser injectada. El fàrmac, exportat arreu del món, rebé el nom comercial Salvarsan. Aquest procés de descobriment, producció comercial i distribució continua sent típic de la indústria farmacèutica.
El 1916, els científics de Bayer inventaren un fàrmac eficaç per tractar una malaltia tropical, la tripanosomosi africana (o malaltia de la son). Aquest mal, que afecta els éssers humans i el ramat, és provocat per microorganismes anomenats tripanosomes, transportats per la mosca tsetsé. La Primera Guerra Mundial interrompé els subministraments de productes químics alemanys (i també suïssos) a Gran Bretanya i els Estats Units, cosa que estimulà les activitats d'investigació i desenvolupament en aquests països.

### Recerca al camp de la diabetis
Es considera que els anys d'entreguerres correspongueren a l'adolescència de la indústria farmacèutica. L'11 de gener del 1922, a la Universitat de Toronto (Canadà), Frederick Grant Banting i Charles H. Best injectaren un extracte pancreàtic a un noi de 14 anys, considerat malalt terminal de diabetis, i els seus símptomes remeteren. Immediatament sorgí una demanda mundial per la substància salvadora, denominada insulina. Aquest avenç revolucionari suposà el Premi Nobel de Fisiologia o Medicina per ambdós científics. Les autoritats de la Universitat de Toronto s'adonaren que calia plantejar-se els problemes de la fabricació i distribució d'insulina amb un enfocament comercial, pel que recorregueren a l'empresa farmacèutica nord-americana Eli Lilly, d'Indianapolis (Indiana). A mitjans del 1923, Lilly ja comercialitzava prou insulina per tractar milers de diabètics a Nord-amèrica. Les empreses farmacèutiques europees que fabricaven insulina sota la llicència de la Universitat de Toronto tingueren un èxit semblant.

### Descobriment de sulfamides i antibiòtics

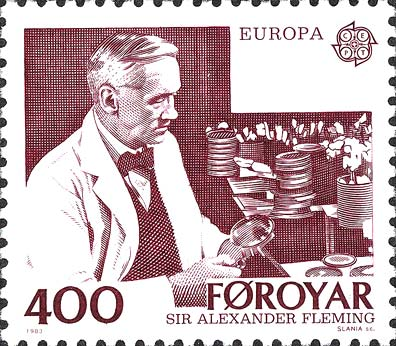
Alexander Fleming

El 1935, el patòleg alemany Gerhard Domagk, dels laboratoris Bayer, comprovà que un colorant comercialitzat amb el nom de prontosil combatia de manera eficaç les infeccions per estreptococs. Aquests microorganismes són els causants de la sepsi puerperal, una malaltia que a vegades segueix el part i antigament provocava sovint la mort de la mare. Es demostrà que la part activa de la molècula del prontosil era el substituent sulfonamida, cosa que estimulà els investigadors farmacèutics a sintetitzar una sèrie de fàrmacs nous coneguts com a sulfonamides o sulfamides.
El 1928, Alexander Fleming descobrí la penicil·lina i suggerí que es podia utilitzar per tractar determinades infeccions bacterianes. Tanmateix, aquest ús no fou considerat seriosament fins al 1940, quan Howard Florey i Ernst Chain (un científic expatriatt de l'Alemanya nazi) aconseguiren produir i presentar la penicil·lina en una forma utilitzable. Una sèrie d'empreses del Regne Unit en reconegueren la utilitat per al tractament de ferides de guerra i començaren a fabricar-la a partir de conreus de Penicillium sp. desenvolupats en bateries d'ampolles de vidre. Les quantitats produïdes eren insuficients, per la qual cosa Florey es desplaçà als Estats Units per convèncer les companyies farmacèutiques perquè fabriquessin penicil·lina. L'empresa química nord-americana Pfizer, de Brooklyn, fabricava àcid cítric mitjançant la fermentació de melasses. Després de moltes investigacion, adaptà el procés per produir penicil·lina. Després de la guerra, els tres científics reberen el Premi Nobel pels seus treballs i la penicil·lina passà a estar disponible arreu del món.
Aviat es descobriren altres substàncies actives contra infeccions molt diverses, denominades col·lectivament "antibiòtics". Un dels més coneguts fou l'estreptomicina, descoberta per Selman A. Waksman i desenvolupada als laboratoris de l'empresa farmacèutica nord-americana Merck & Co., de Nova Jersey. Juntament amb els productes antibacterians isoniacida i àcid p-aminosalicílic, l'estreptomicina curava la tuberculosi, causada pel bacil de Koch.

### El cas de la talidomida
La indústria farmacèutica assolí la majoria d'edat a la dècada del 1950. Els laboratoris farmacèutics alemanys, belgues, britànics, francesos, suecs i suïssos elaboraven fàrmacs nous que gairebé sempre eren eficaços. El mercat es veié inundat amb nous antibiòtics (penicil·lines modificades químicament per destruir els bacteris que s'havien fet resistents als productes més antics), antihistamínics per tractar al·lèrgies com la urticària o la febre del fenc, nous analgèsics, somnífers i anestèsics, a mesura que les companyies farmacèutiques invertien cada vegada més en investigació i desenvolupament.
Els titulars dels periòdics europeus començaren a criticar la falta de control del sector arran del desastre de la talidomida, un fàrmac descobert a Alemanya el 1953 i comercialitzat en aquest país el 1956.
La talidomida era un tractament eficaç pels efectes negatius dels primers mesos de l'embaràs, un trastorn que a vegades portava algunes dones a suïcidar-se. Tanmateix, al final de la dècada dels 1950 s'observà que el nombre d'infants nascuts amb membres desenvolupats de forma incompleta era més gran entre els fills de mares tractades amb aquest fàrmac. Experiments posteriors amb animals demostraren que la talidomida perjudicava el creixement dels membres en l'embrió i n'interrompia el desenvolupament normal. La difusió d'aquest descobriment provocà la retirada del fàrmac a tot arreu. La companyia alemanya Grünenthal fou acusada d'ocultar proves i s'enfrontà a nombrosos litigis.
A partir del 1970 s'establiren a molts països organismes governamentals per controlar la qualitat, els assajos clínics i l'empaquetatge, etiquetatge i distribució dels fàrmacs. Concedeixen autoritzacions tant pels fàrmacs com pels seus fabricants i els seus inspectors tenen dret a visitar en qualsevol moment les instal·lacions on es fabriquen i emmagatzemen productes farmacèutics. Altres organismes s'encarreguen de controlar la fabricació i distribució de medicines i productes de creixement per animals. La distribució dels nombrosíssims fàrmacs disponibles a les milers de farmàcies i clíniques existents resultaria gairebé impossible sense els serveis de distribuïdors majoristes estratègicament situats que realitzen subministraments diaris. Les farmàcies locals, l'última anella de la cadena del subministrament de fàrmacs als ciutadans, són inspeccionades per agents responsables dels diferents ministeris o departaments de Sanitat.

### Descobriment de la píndola anticonceptiva
L'èxit dels nous fàrmacs s'ha vist acompanyat per un augment marcat de l'esperança de vida a moltes parts del món. A més de reduir la mortalitat, la indústria farmacèutica també respongué a la necessitat de controlar la natalitat de manera més fiable. El descobriment i aïllament de les hormones sexuals, després dels treballs realitzats per Adolf Butenandt a Berlín a la primera meitat del segle xx, foren seguits per la seva producció comercial per Schering AG a Alemanya i Organon BV als Països Baixos. Això possibilità el desenvolupament després de la Segona Guerra Mundial de pastilles anticonceptives eficaces. Aquests mateixos treballs permeteren el posterior desenvolupament de la teràpia de substitució hormonal (TSH) postmenopàusica.

### Indústria farmacèutica moderna
Les companyies farmacèutiques foren creades a diferents països per empresaris o professionals, en gran part abans de la Segona Guerra Mundial. Allen & Hambury i Wellcome, de Londres, Merck, de Darmstadt (Alemanya) i les empreses nord-americanes Parke Davis, Warner Lambert i Smithkline & French foren fundades per farmacèutics. La farmàcia d'Edimburg que produí el cloroform utilitzat per James Young Simpson per assistir en el part de la Reina Victòria també es convertí en una important empresa de subministrament de fàrmacs. Algunes companyies sorgiren amb l'advent de la indústria química, com per exemple Zeneca al Regne Unit, Rhône-Poulenc a França, Bayer i Hoechst a Alemanya o Ciba-Geigy i Hoffmann-La Roche a Suïssa. La belga Janssen, la nord-americana Squibb i la francesa Roussell foren fundades per professionals de la medicina.
Les noves tècniques, la fabricació de molècules més complicades i l'ús d'aparells cada vegada més cars han augmentat enormement els costos. Aquestes dificultats es veuen incrementades per la pressió per reduir els preus del sector, davant la preocupació dels governs per l'envelliment de la població i el consegüent augment de les despeses sanitàries, que suposen una part creixent dels pressupostos estatals.
Gran part de les empreses farmacèutiques tenen un caràcter internacional i filials a molts països. El sector, molt avançat tecnològicament, dona ocupació a molts llicenciats universitaris, com biòlegs, bioquímics, químics, enginyers, microbiòlegs, farmacèutics, farmacòlegs, metges, físics i veterinaris, així com diplomats en infermeria. Aquests professionals treballen en recerca i desenvolupament (R+D), producció, control de qualitat, màrqueting, representació mèdica, relacions públiques o administració general. El 2006, les dues empreses farmacèutiques més grans del món eren les nord-americanes Pfizer i Merck & Co. Cadascuna d'elles dona feina a unes 50.000 persones per tot el món, de les quals unes 7.000 són llicenciats universitaris. 

## Situació actual

### Cost de la investigació i fabricació de medicaments
La indústria farmacèutica no suporta sola el cost de la investigació, car el sistema és mixt, amb participació pública i privada. Les companyies argumenten que gran part dels diners invertits provenen de les seves arques, però experts independents estimen que entre els governs i els consumidors financen el 84% de la investigació en salut, mentre que només el 12% correspondria als laboratoris farmacèutics i un 4% a organitzacions sense ànim de lucre.
No obstant això, les inversions necessàries per al llançament d'un nou fàrmac han crescut molt a causa del major nombres d'assajos clínics exigits abans de comercialitzar-lo. Aquest augment és el resultat d'una legislació més estricta que procura millorar la seguretat dels pacients, però també del fet que els nous fàrmacs s'assemblen cada vegada més als antics, cosa que obliga a realitzar més proves per poder demostrar les petites diferències amb els fàrmacs ja existents.
Segons un estudi que revisà la documentació presentada davant de l'FDA (organisme estatunidenc que supervisa la venda de medicaments en aquest país), només s'utilitzà un 20% de la inversió en investigació per productes que aporten una millora terapèutica notable.

### Als territoris de parla catalana
Catalunya és l'origen i la seu de les sis principals empreses farmacèutiques estatals: Almirall, Esteve, Ferrer, Lacer, Uriach i Grifols. Aquesta tradició, juntament amb el dinamisme del territori, ha atret, totalment o parcialment, sis dels principals grups farmacèutics del món, de manera que el sector farmacèutic de l'estat té una bona representació a Catalunya, on es troba gairebé la meitat dels laboratoris farmacèutics establerts a Espanya, i té un paper estratègic de primera línia amb llocs de treball altament qualificats.

### Desenvolupament d'agents quirals
El desenvolupament d'agents quirals és creixent en la indústria farmacèutica, i el 1987 representaven el 55% dels medicaments usats clínicament, arribant al 80% en 2002.
La quiralitat (del grec, chiros, mà), pot influir sobre les propietats biològiques de les molècules. Per això, nombrosos fàrmacs de mescles racèmiques estan sent comparats amb els seus propis enantiòmers actius.
Els enantiòmers són compostos que tenen la mateixa seqüència atòmica, però que difereixen en la seva estructura tridimensional, car tenen una imatge especular. Es classifiquen en dextrogirs i levogirs (R o S). L'àtom que possibilita l'existència d'estructures especulars s'anomena centre quiral i sol ser un àtom de carboni. Els enantiòmers tenen propietats fisicoquímiques idèntiques, excepte que torcen el pla de llum polaritzada en direccions oposades. No obstant això, l'estereoselectivitat fa que un agent quiral pugui tenir una millor afinitat amb un determinat receptor o enzim.
L'estereoselectivitat pot tenir afectar l'acció terapèutica o la toxicitat d'un medicament de manera significativa. Això ha fet possible la producció nous fàrmacs amb millors efectes sobre la tolerabilitat, la farmacocinètica i la farmacodinàmica i amb menors interaccions farmacològiques sobre el metabolisme i la biodisponibilitat.
Als últims anys, l'impacte d'aquestes tècniques ha sigut notable en la classe dels fàrmacs que actuen sobre el sistema nerviós central, donant lloc al desenvolupament de nous agents antidepressius (S-citalopram), psicoestimulants (dexmetilfenidat; armodafinil) i hipnòtics (S-zopiclona).

### Importància econòmica
La indústria farmacèutica continua creixent vigorosament a nivell global. Els ingressos del sector durant l'any 2006 foren de 643.000 milions de dòlars, un 7% superiors als registrats el 2005. Les vendes als EUA arribaren a 235.400 milions de dòlars, amb un increment d'al voltant del 8% als darrers anys. Els Estats Units representen el 47,7% del mercat farmacèutic mundial.
El 2008 expiraren algunes de les patents que més ingressos reportaven a la indústria. A causa d'això han augmentat els pressupostos de les àrees d'investigació i desenvolupament, sobretot a les corporacions més poderoses del sector (vegeu el quadre més avall). Aquestes corporacions es disputen la pràctica totalitat del mercat de nous fàrmacs, amb una tendència creixent de concentració de l'oferta.
Les següents foren les companyies amb major facturació durant els anys 2004, 2006 i 2011.
| Lloc | Companyia           | Ingressos* | Inversió I+D |
| ---- | ------------------- | ---------- | ------------ |
| 1    | Pfizer              | 46.133$    | 7.520$       |
| 2    | GlaxoSmithKline     | 31.377$    | 5.190$       |
| 3    | Sanofi-Aventis      | 30.919$    | 9.310$       |
| 4    | Johnson & Johnson   | 22.128$    | 5.200$       |
| 5    | Merck               | 21.493$    | 4.010$       |
| 6    | AstraZeneca         | 21.426$    | 3.800$       |
| 7    | Novartis            | 18.497$    | 3.480$       |
| 8    | Bristol-Myers Squib | 15.482$    | 2.500$       |
| 9    | Wyeth               | 13.964$    | 2.460$       |
| 10   | Abbott Labs         | 13.756$    | 1.690$       |

| Lloc | Companyia         | Ingressos* | Inversió I+D |
| ---- | ----------------- | ---------- | ------------ |
| 1    | Pfizer            | 45.080$    | 7.599$       |
| 2    | GlaxoSmithKline   | 39.210$    | 6.549$       |
| 3    | Sanofi-Aventis    | 37.430$    | 5.844$       |
| 4    | Novartis          | 29.490$    | 5.474$       |
| 5    | AstraZeneca       | 26.480$    | 3.902$       |
| 6    | Johnson & Johnson | 23.270$    | 5.000$       |
| 7    | Merck             | 22.640$    | 4.783$       |
| 8    | Roche             | 16.860$    | 2.695$       |
| 9    | Lilly             | 15.690$    | 3.129$       |
| 10   | Wyeth             | 15.680$    | 2.896$       |

| Lloc | Companyia         | Ingressos* | Inversió I+D |
| ---- | ----------------- | ---------- | ------------ |
| 1    | Pfizer            | 58.500$    | 9.413$       |
| 2    | Novartis          | 42.000$    | 7.100$       |
| 3    | Sanofi-Aventis    | 40.300$    | 5.147$       |
| 4    | Merck             | 39.800$    | 11.000$      |
| 5    | Roche             | 39.100$    | 8.612$       |
| 6    | GlaxoSmithKline   | 36.200$    | 6126$        |
| 7    | AstraZeneca       | 33.300$    | 4.200$       |
| 8    | Johnson & Johnson | 22.400$    | 4.432$       |
| 9    | Eli Lilly         | 22.400$    | 4.880$       |
| 10   | Abbott Labs       | 19.900$    | 3.724$       |

* En milions de dòlars estatunidencs.

## Investigació i assajos clínics

La doble hèlix de l'ADN.

La investigació bàsica en universitats, hospitals i laboratoris, finançada tant per contribucions de la indústria com per altres fonts, realitza nous descobriments sobre els teixits i òrgans dels éssers vius. Actualment, la investigació dels laboratoris de les companyies farmacèutiques centra el seu interès en la recerca de tractaments millorats pel càncer, les malalties del sistema nerviós central, les malalties víriques com la síndrome d'immunodeficiència adquirida (SIDA), l'artritis i les malalties de l'aparell circulatori.
El descobriment de l'estructura de l'àcid desoxiribonucleic (ADN) a principis de la dècada del 1950 feu possible el desenvolupament de noves tècniques que han portat a la producció de prostaglandines, interferó, noves vacunes, el factor de coagulació sanguínia i molts altres compostos bioquímics complexos que abans eren difícils o impossibles de fabricar. Els directius de les companyies farmacèutiques han reconegut la importància de l'enginyeria genètica pel desenvolupament de nous fàrmacs en l'actualitat i en el futur.
L'ús d'animals vius a la investigació mèdica és una font de polèmica. Tot i que els farmacòlegs han desenvolupat i continuen desenvolupant tècniques per evitar-ne l'ús, els animals vius (fonamentalment rates i ratolins) continuen sent crucials per molts procediments. Els organismes de control mèdic insisteixen en la necessitat d'utilitzar dues espècies diferents per comprovar la possible toxicitat d'una nova substància abans de concedir el permís per començar assajos clínics.
La primera fase d'aquests assajos implica la cooperació voluntària de persones sanes, que reben un breu tractament del nou fàrmac. Si no apareixen problemes, l'organisme oficial que ha atorgat l'autorització permet l'inici de la segona fase dels assajos, en què uns pocs assessors especialitzats proven el producte amb un grup seleccionat de pacients. Basant-se en les seves recomanacions, la companyia pot demanar permís per dur a terme la tercera fase dels assajos, de caràcter més ampli. Si aquesta última fase produeix resultats satisfactoris, se sol·licita l'autorització del fàrmac. En alguns casos cal repetir un procediment semblant en aquells països on es vulgui comercialitzar.
Generalment els assajos es duen a terme en hospitals, on és possible organitzar assajos denominats «de doble cec». Els pacients es divideixen en dos o tres grups; un d'ells rep el fàrmac que es vol provar, un altre rep un placebo (una substància inactiva) i a vegades un tercer grup rep un altre producte amb què es vol comparar el nou fàrmac. Els tres compostos es presenten de manera que ni el pacient ni el metge puguin diferenciar-los. Només el farmacèutic de l'hospital sap quin grup rep cada compost i no divulga els resultats fins al final de l'assaig, quan els metges hagin avaluat els resultats clínics. En el cas de medicines per animals, es realitzen assajos semblants duts a terme per veterinaris.
Actualment, la majoria de governs occidentals considera que un requisit per la producció i distribució de fàrmacs segurs i eficaços és que la indústria farmacèutica continuï en mans de l'empresa privada. Un altre requisit és l'establiment d'organismes governamentals de vigilància compostos per experts i amb poders per concedir o negar l'autorització a les companyies farmacèutiques per comercialitzar els seus productes, segons criteris de qualitat dels mateixos i seguretat pels pacients. Aquests organismes de control s'encarreguen d'impedir abusos o irresponsabilitats per part dels fabricants, amb la qual cosa redueixen la possibilitat que apareguin perills per la salut o es produeixin casos com el de la talidomida.

## Crítiques
Els medicaments són considerats un element necessari per mantenir la salut dels ciutadans. Això pot suscitar un conflicte d'interessos, car d'una banda hi ha el dret de la indústria farmacèutica a obtenir beneficis que l'encoratgin a continuar investigant, mentre que de l'altra hi ha el dret a la salut del qual hauria de gaudir tothom.
Els arguments més emprats per justificar l'increment dels preus dels medicaments són que les noves tècniques, la fabricació de molècules més complicades i l'ús d'aparells cada vegada més cars han augmentat enormement les despeses. Aquestes dificultats es veuen incrementades per la pressió per reduir els preus del sector, davant de la preocupació dels governs per l'envelliment de la població, el problema amb les patents i l'accés als medicaments i el consegüent augment de les despeses sanitàries, que representen una part creixent dels pressupostos estatals.
No obstant això, els crítics del sector sostenen que en realitat els costos de fabricació han disminuït de manera important gràcies a l'ús d'aparells i processos industrials més eficients i a l'automatització de moltes etapes productives, amb la consegüent reducció de mà d'obra. D'altra banda, la mà d'obra s'ha vist reduïda significativament després de les megafusions de les principals empreses farmacèutiques a la dècada del 1990, que generaren una onada d'acomiadaments de desenes de milers d'empleats.
El primer generador de costos a la indústria farmacèutica actual no és la fabricació de medicaments ni les inversions en investigació i desenvolupament, sinó les despeses derivades de la comercialització o mercadeig dels productes, que inclouen despeses milionàries per fer estudis de mercat, anàlisi dels competidors, estratègies de posicionament, extensió de patents, distribució, promoció, publicitat i vendes dels seus productes, així com les despeses administratives necessàries per mantenir estructures multinacionals, que inclouen salaris molt elevats pels principals executius. Segons els crítics de la indústria farmacèutica, els preus elevats tampoc no estan en relació directa amb la inversió en la investigació sinó més aviat amb els guanys produïts per la comercialització dels medicaments.
Alguns d'aquests conceptes foren desenvolupats per Marcia Angell, editora en cap de la publicació científica New England Journal of Medicine durant més de vint anys. Les seves denúncies (vegeu la bibliografia) han generat una resposta de l'Associació de Fabricants i Investigadors Farmacèutics dels EUA (Pharmaceutical Research and Manufacturers of America o PHRMA) en forma d'un document disponible a Internet (vegeu els enllaços externs).

### Conflicte d'interessos
Hi ha enfocaments alternatius que assenyalen la realitat d'un mercat en què la indústria promociona la investigació i la comercialització de novetats terapèutiques. No obstant això, menys d'una quarta part dels fàrmacs llançats al mercat són innovadors.
Quan aquestes novetats són analitzades per comitès d'experts independents, utilitzant processos normalitzats de treball que garanteixen la transparència i reproductibilitat de l'avaluació científica comparativa, de l'eficàcia, seguretat, posologia, i economia, s'evidencia que la majoria d'aquests nous medicaments només venen a substituir l'espai econòmic que per les companyies deixen altres amb patents que estan a punt d'expirar o que ja han expirat, cosa que implica una disminució del negoci. Així es pot veure com aproximadament un 90% dels nous fàrmacs utilitzats en atenció primària no representen una millora terapèutica respecte a altres medicaments presents al mercat, amb eficàcia i seguretat conegudes i una gran experiència d'ús.
Aquesta substitució per novetats terapèutiques representa un increment insostenible de la despesa sanitària per l'economia de molts països, que han de desviar ingents quantitats del pressupost nacional que podria destinar-se a millores en les prestacions que el seu sistema sanitari dona als seus ciutadans o simplement al desenvolupament de la seva economia i nivell de vida. Gran part de l'augment de la despesa dels sistemes sanitaris als països rics és degut a la substitució de fàrmacs coneguts per novetats terapèutiques.
Els organismes governamentals, suposadament encarregats de supervisar aquest sector econòmic en benefici dels ciutadans, són finançats en percentatges molt alts per la mateixa indústria (la FDA dels EUA en un 75% i l'Agència Europea d'Avaluació de Medicaments en un 80%, per exemple), depenent, en el cas europeu, de la Direcció General d'Indústria i no de la de Salut. Això genera un conflicte entre la riquesa generada per la indústria i els perjudicis assumits pels ciutadans. L'any 2002, quan expirava la patent de tractaments hormonals substitutius (THS) en pegats transdèrmics per dones amb simptomatologia menopàusica, es reconegué que no tan sols no protegeixen de l'infart de miocardi ni de la malaltia d'Alzheimer, sinó que en realitat n'augmenten el risc, així com el de càncer de mama. Es calcula que al Regne Unit poden haver causat 20.000 casos addicionals de càncer de mama. A Espanya poden haver produït uns 16.000 casos addicionals de càncer de mama, 6.000 d'ictus i 8.000 d'embòlia pulmonar, a canvi de reduir el nombre de casos de càncer colorectal en 6.000 i el de fractures de coll de fèmur en 2.500. Quant a la demència, es registrà una incidència doble entre les usuàries de THS en comparació amb les no usuàries.
Una revisió dels coneixements sobre aquests riscos posa de manifest que el 1974 ja es coneixia que els estrògens incrementen el risc d'infart de miocardi, embòlia i càncer d'endometri, mentre que el 1978 ja se suggerí que també incrementen el risc de càncer de mama. Existeixen altres casos similars, cosa que posa en dubte la realitat d'una investigació moltes vegades no independent ni exempta de conflicte d'interessos, que es basa en estudis de vegades amb un disseny metodològic "poc ortodox" des del punt de vista científic, o que afavoreix clarament el nou fàrmac. La investigació sovint no es realitza amb el tipus de pacients a qui va dirigit el fàrmac, com és en molts casos el de les dones o el dels xiquets, en els que fins en un 90% de casos no es fa. Això ha portat la Comissió Europea a donar un toc d'atenció a la indústria continental.

### Enfocaments crítics
- Gálvez Zaloña, Ramón; Lamata Cotanda, Fernando. Monopolios y precios de los medicamentos: un problema ético y de salud pública.  Madrid: Fundación Alternativas, 2019. Arxivat 2020-02-29 a Wayback Machine.
- Marcia Angell: "Excess in the pharmaceutical industry". Cmaj 171 (12): 1451-3. 2004. Text complet (anglès)
- Marcia Angell: The truth about the drug companies. Random House (Nova York), 2004, 305 S. ISBN 0-375-50846-5. (anglès)
- Jorge Bermudez: Indústria farmacêutica, estado e sociedade: Crítica da política de medicamentos no Brasil. Sociedade Brasileira de Vigilância de Medicamentos (1995). ISBN 8527103028 (portuguès)
- Merrill Goozner: The $800 million pill. «Drugs: Is Something Rotten? - Businessweek». University of California Press (Berkeley), 2004, 297 S. ISBN 0-520-23945-8. (anglès)
- Fran Hawthorne: The Merck Druggernaut: The Inside Story of a Pharmaceutical Giant. Wiley, 2003. ISBN 0471228788 (anglès)
- Ray Moynihan, Alan Cassels: Selling sickness: How the world's biggest pharmaceutical companies are turning us all into patients. Nation Books (Nova York), 2005. (anglès)
- Philippe Pignarre: El Gran Secreto de La Industria Farmacéutica. Gedisa Editorial, 2005. ISBN 8497840216 (castellà)